# Capelliniosuchus
Capelliniosuchus mutinensis
Genre
Espèce
Synonymes
- † Capellineosuchus Romer, 1966, mal orthographié par A. S. Romer en 1966 dans son traité de paléontologie des vertébrés[2].

Capelliniosuchus est un genre éteint de « reptiles » marins de la famille des Mosasauridae. Son crâne partiel a été découvert dans le Crétacé supérieur près de San Valentino dans la province de Reggio d'Émilie, dans la région Émilie-Romagne en Italie.
Une seule espèce est rattachée au genre : Capelliniosuchus mutinensis, décrite en 1896 par Vittorio Simonelli.

## Étymologie
Le nom de genre Capelliniosuchus rend hommage au géologue, paléontologue et sénateur italien Giovanni Capellini.

## Description
Le seul fossile connu est la partie avant d'un crâne, dont la longueur préservée est de 47 centimètres. Son crâne est assez large, de 15,50 centimètres au niveau de la sixième dent et 20 centimètres au niveau de la dixième. Il porte de larges dents, légèrement recourbées vers l'arrière, d'une hauteur de 3,60 à 5,60 centimètres.

## Classification
Il a d'abord été décrit sommairement par Gustavo Uzielli en 1887 comme un crâne de Crocodylus, avant qu'il ne soit étudié plus dans le détail par Vittorio Simonelli (it) en 1896. Simonelli le décrit comme un Crocodyliformes métriorhynchidé proche de Dakosaurus.
En 1989, A. Sirotti reprend la description de l'holotype et en conclut qu'il s'agit d'un mosasauridé, un synonyme junior de Mosasaurus hoffmannii.
En 2016, cette mise en synonymie est remise en cause par Hallie P. Street et Michael W. Caldwell qui revalident le genre Capelliniosuchus.